# (32440) 2000 RC100
2000 RC100 (asteroide 32440) é um asteroide troiano de Júpiter. Possui uma excentricidade de 0.02741910 e uma inclinação de 31.41358º.
Este asteroide foi descoberto no dia 5 de setembro de 2000 por LONEOS em Anderson Mesa.